# Fornellsi torony
A fornellsi torony a Spanyolországhoz tartozó Menorca egyik 19. századi építészeti emléke. A szigeten felépített számos katonai őrtorony egyike, közülük az egyik legnagyobb és legjobb állapotban fennmaradt példány.

## Története és leírása
Az erődtornyot 1801 és 1802 között építették brit hadmérnökök, még mielőtt az amiens-i békének köszönhetően Menorca végleg Spanyolországhoz került volna.
A csonkakúp alakú, kő és habarcs felhasználásával épített, kívül homokkő tömbökkel is megerősített építmény Menorca északi részén, a Mercadal községhez tartozó Fornells település mellett található, egyrészt az itteni kikötőt védte (ami a sziget harmadik legfontosabb kikötőjének számított), másrészt abból a célból épült, hogy segítségével megakadályozhassák a közeli Szent Antal-erődöt megtámadni készülő ellenséges csapatok partraszállását. Ezt a tornyot is, mint a sziget védvonalának többi hasonló létesítményét úgy tervezték, hogy belőle két másik torony is látható legyen.
A torony alatt vízgyűjtő ciszterna található, fölötte egy pinceszint, ahol élelmiszert és fegyvereket tároltak, afölött a földszint, ahol a legénység lakott, tetején pedig egy terasz, ahol a tüzérség kapott helyet. Eredetileg bejárata az első emeleten volt, ahova kívülről egy falépcső vezetett fel, amit támadás esetén könnyen el lehetett távolítani.
Ma turisztikai célpontnak számít. Belsejében egy kis kiállítást rendeztek be a torony történetével kapcsolatban, tetejéről pedig kiváló kilátás nyílik. A közeli parkolóból a toronyhoz felvezető gyalogút mellett egy lourdes-i barlangot is kialakítottak.

## Képek

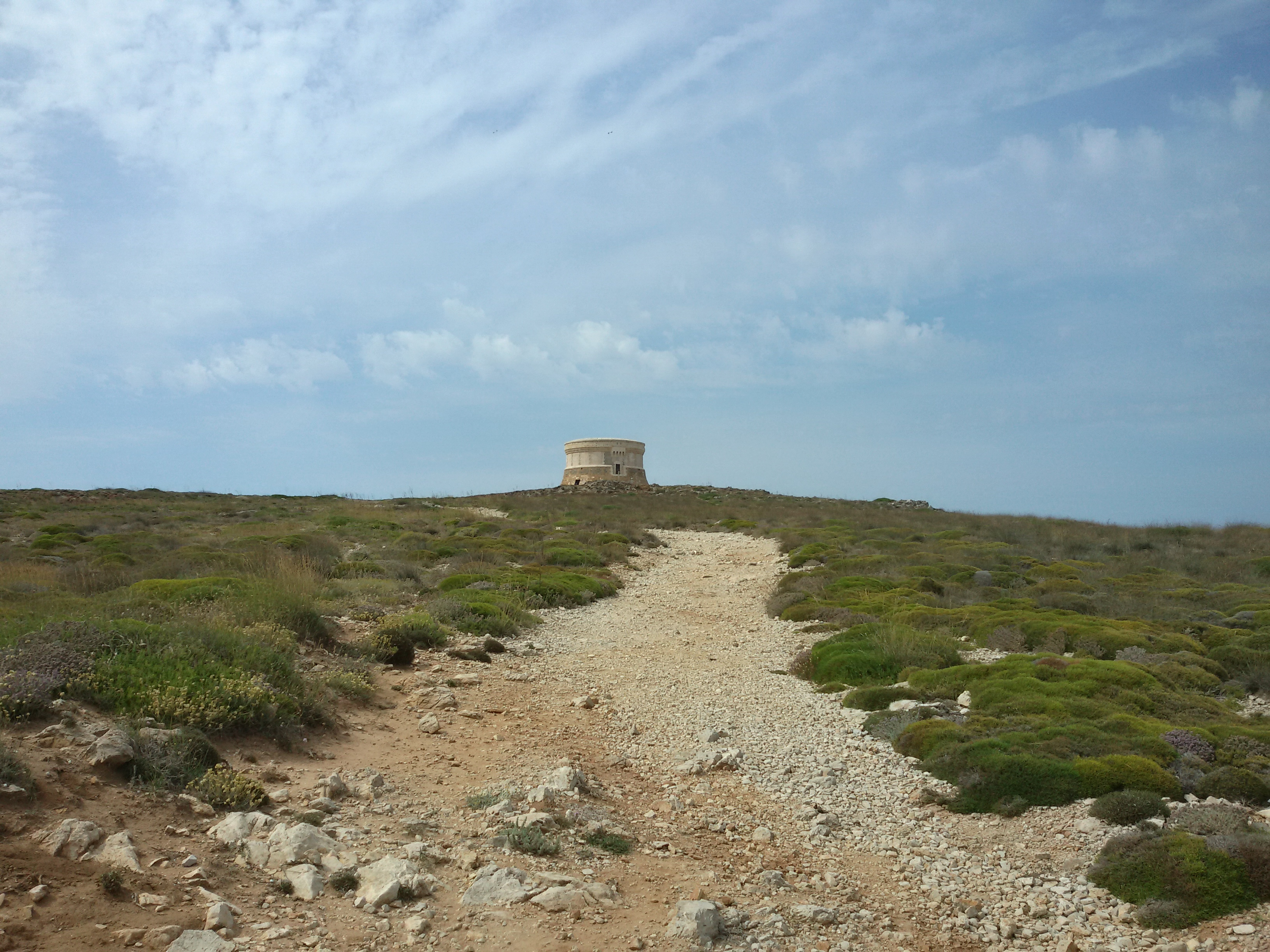
Messziről nézve
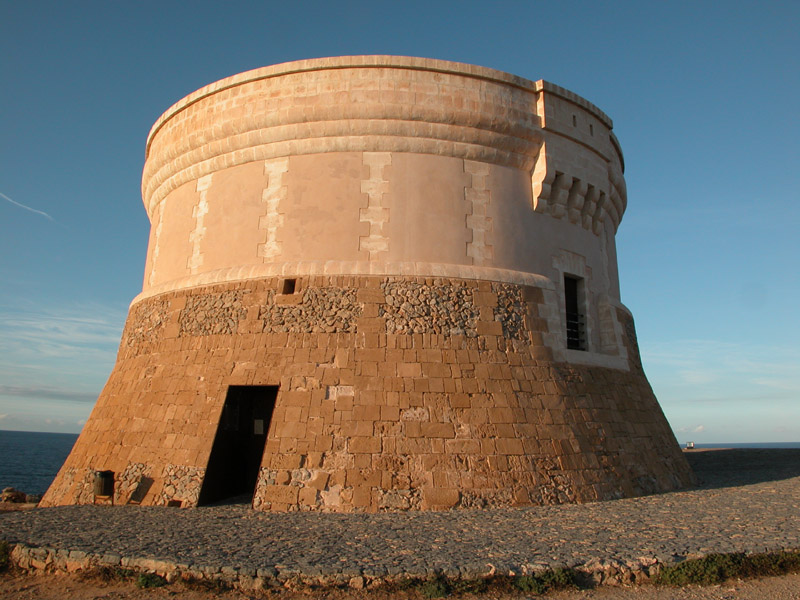
Közelről nézve
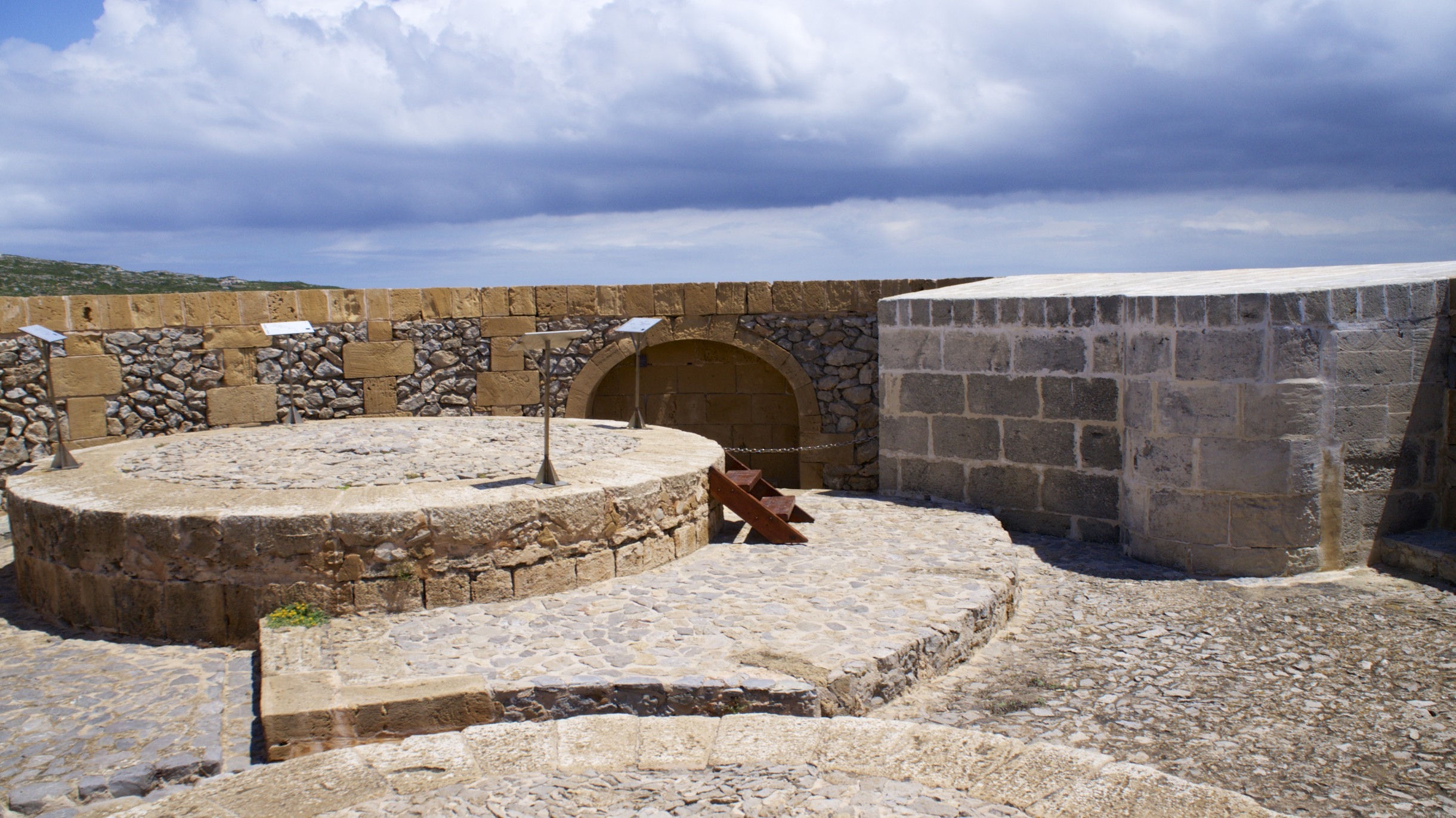
A torony teteje
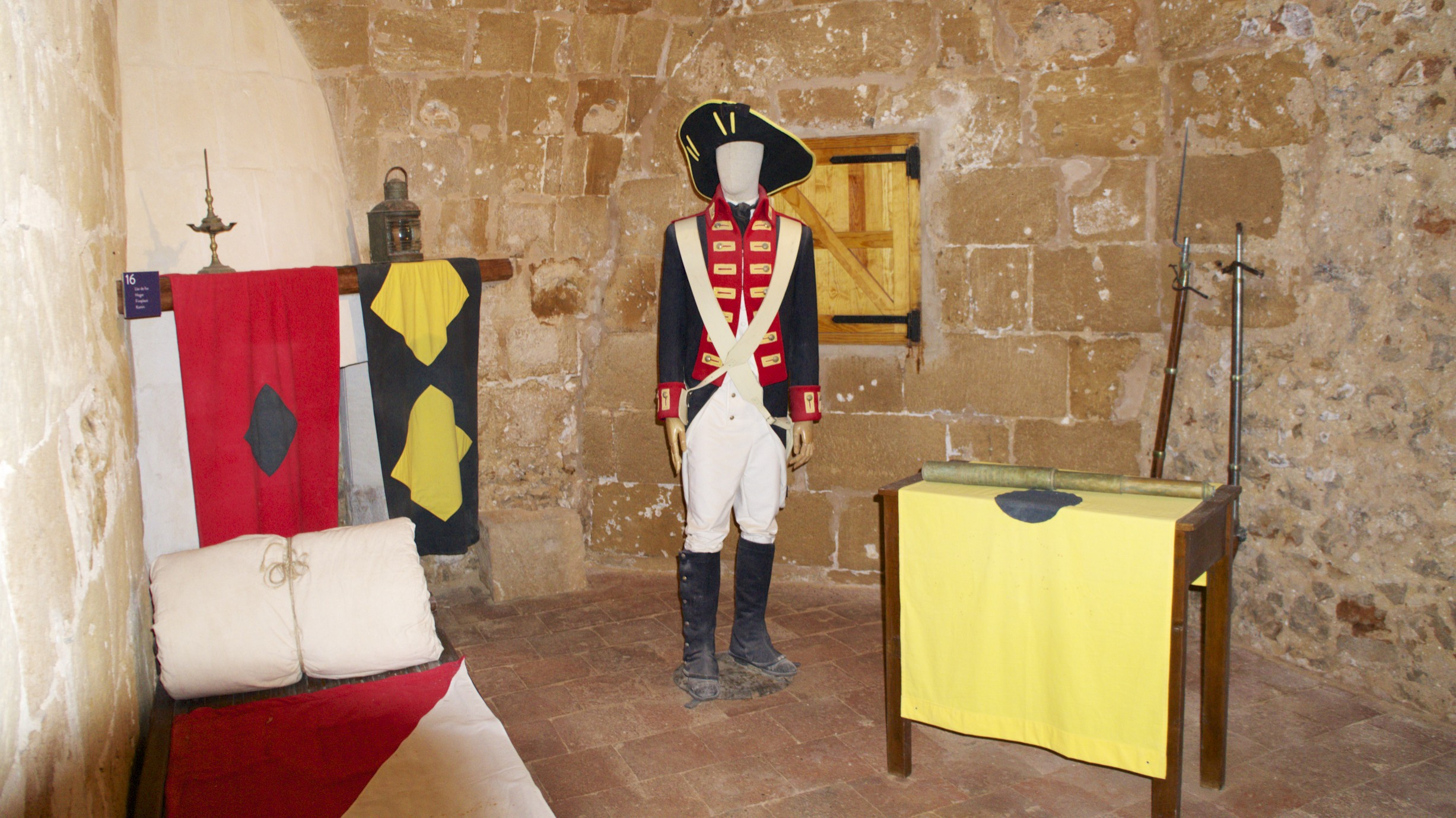
Kiállítás a torony belsejében